# یواس‌اس گالاتی (اس‌پی-۷۱۴)
یواس‌اس گالاتی (اس‌پی-۷۱۴) (به انگلیسی: USS Galatea (SP-714)) یک کشتی بود که طول آن 192' بود. این کشتی در سال ۱۹۱۴ ساخته شد.